# NGC 5138
NGC 5138 ist die Bezeichnung für einen offenen Sternhaufen in dem Sternenbild Zentaur. Dieser hat einen Winkeldurchmesser von 8 Bogenminuten und eine Helligkeit von 7,6 mag.  NGC 5138 wurde am 26. Mai 1826 von James Dunlop entdeckt.